# Фішерс-Грант 24
Фішерс-Грант 24 (англ. Fisher's Grant 24) — індіанська резервація в Канаді, у провінції Нова Шотландія, у межах графства Пікту.

## Населення
За даними перепису 2016 року, індіанська резервація нараховувала 485 осіб, показавши зростання на 3,9%, порівняно з 2011-м роком. Середня густина населення становила 314,8 осіб/км².
З офіційних мов обидвома одночасно володіли 10 жителів, тільки англійською — 475. Усього 180 осіб вважали рідною мовою не одну з офіційних, з них усі — одну з корінних мов.
Працездатне населення становило 57,7% усього населення, рівень безробіття — 19,5%.
Середній дохід на особу становив $20 117 (медіана $16 960), при цьому для чоловіків — $19 273, а для жінок $20 879 (медіани — $16 832 та $17 045 відповідно).
21,1% мешканців мали закінчену шкільну освіту, не мали закінченої шкільної освіти — 36,6%, 40,8% мали післяшкільну освіту, з яких 6,9% мали диплом бакалавра, або вищий.
| Статево-вікова структура населення | Статево-вікова структура населення | Статево-вікова структура населення | Статево-вікова структура населення | Статево-вікова структура населення |
| ---------------------------------- | ---------------------------------- | ---------------------------------- | ---------------------------------- | ---------------------------------- |
|                                    |                                    |                                    |                                    |                                    |
| Всього                             | Всього                             | 49,0%51,0%                         |                                    |                                    |
| 0 — 14 років                       | 0 — 14 років                       |                                    | 26,8%                              | 26,8%                              |
| 15 — 64 років                      | 15 — 64 років                      |                                    | 68%                                | 68%                                |
| 65 і більше                        | 65 і більше                        |                                    | 5,2%                               | 5,2%                               |
| 85 і більше                        | 85 і більше                        |                                    | 1%                                 | 1%                                 |
| Середній вік (років)               | Середній вік (років)               | 29,931,2                           | 30,5                               | 30,5                               |
| Медіана (років)                    | Медіана (років)                    | 28,028,9                           | 28,4                               | 28,4                               |
| — чоловіки — жінки                 |                                    |                                    |                                    |                                    |

| Походження мешканців:     | Походження мешканців:     | Походження мешканців: | Походження мешканців: | Походження мешканців: |
| ------------------------- | ------------------------- | --------------------- | --------------------- | --------------------- |
| Походження                |                           |                       | осіб                  | %                     |
| Корінні американці        | Корінні американці        |                       | 450                   | 92.78%                |
| Інше північноамериканське | Інше північноамериканське |                       | 15                    | 3.09%                 |
| Європейське               | Європейське               |                       | 55                    | 11.34%                |
| британське                | британське                |                       | 35                    | 7.22%                 |
| французьке                | французьке                |                       | 15                    | 3.09%                 |

## Клімат
Середня річна температура становить 6,3°C, середня максимальна – 21,9°C, а середня мінімальна – -11,2°C. Середня річна кількість опадів – 1 225 мм.
| Клімат поселення                              | Клімат поселення | Клімат поселення | Клімат поселення | Клімат поселення | Клімат поселення | Клімат поселення | Клімат поселення | Клімат поселення | Клімат поселення | Клімат поселення | Клімат поселення | Клімат поселення | Клімат поселення |
| Показник                                      | Січ.             | Лют.             | Бер.             | Квіт.            | Трав.            | Черв.            | Лип.             | Серп.            | Вер.             | Жовт.            | Лист.            | Груд.            |                  |
| Середній максимум, °C                         | −1,48            | −1,71            | 2,46             | 8,09             | 13,43            | 19,06            | 21,85            | 21,92            | 17,93            | 12,68            | 7,76             | 1,55             |                  |
| Середня температура, °C                       | −6,23            | −6,43            | −2,31            | 3,34             | 8,68             | 14,32            | 18,53            | 18,62            | 14,63            | 9,38             | 4,45             | −1,76            |                  |
| Середній мінімум, °C                          | −11              | −11,21           | −7,05            | −1,41            | 3,93             | 9,58             | 15,22            | 15,31            | 11,32            | 6,07             | 1,14             | −5,06            |                  |
| Норма опадів, мм                              | 107              | 91               | 95               | 91               | 85               | 91               | 81               | 85               | 113              | 126              | 135              | 125              |                  |
| Середньомісячна швидкість вітру, м/с          | 6.10             | 5.79             | 5.70             | 5.30             | 5.00             | 4.60             | 4.30             | 4.30             | 4.88             | 5.60             | 6.17             | 6.58             |                  |
| Середньомісячна сонячна радіація, кДж/м²·день | 4927             | 8280             | 12110            | 15056            | 18191            | 20370            | 20202            | 17717            | 13386            | 8401             | 4797             | 3623             |                  |
| --------------------------------------------- | ---------------- | ---------------- | ---------------- | ---------------- | ---------------- | ---------------- | ---------------- | ---------------- | ---------------- | ---------------- | ---------------- | ---------------- | ---------------- |
| Джерело:                                      |                  |                  |                  |                  |                  |                  |                  |                  |                  |                  |                  |                  |                  |